# Јизроел Давид Вајс
Јизроел Давид Вајс (енгл. Yisroel Dovid Weiss) је амерички харедски рабин, активиста и гласноговорник огранка Натуреј карте, антиционистичке групе харедских Јевреја. Вајс верује да Јевреји треба да се опиру постојању државе Израел. Ширу пажњу на себе је скренуо 2006. године када је присуствовао конференцији посвећеној негирању холокауста коју је организовао ирански председник Махмуд Ахмадинеџад.